# Sarah Michael
Pour les articles homonymes, voir Michael.
Sarah Michael, née le 22 juillet 1990 à Ibadan, est une footballeuse nigériane évoluant au poste d'attaquante.

## Carrière

### Carrière en club
Sarah Michael évolue jusqu'en 2008 pour les Summer Queens puis rejoint les Delta Queens. Elle part en 2009 en Suède, rejoignant le Piteå IF. L'année suivante, elle devient joueuse du Djurgårdens IF Dam puis s'engage en 2011 au KIF Örebro DFF. En janvier 2017, elle part au Rynninge IK (en).

### Carrière en sélection
Sarah Michael est quart-de-finaliste de la Coupe du monde des moins de 20 ans 2008, en étant éliminée par l'équipe de France.
Elle dispute avec l'équipe du Nigeria les Jeux olympiques d'été de 2008 et la Coupe du monde 2011 ; les Nigérianes sont lors de ces deux compétitions éliminées dès la phase de groupes.